# 문기훈
문기훈(한국 한자: 文琦勳, 1980년 3월 22일 ~ )은 대한민국의 전 축구 선수이며, 포지션은 미드필더였다.